# Bernardin Gantin
Bernardin Gantin (ur. 8 maja 1922 w Toffo, zm. 13 maja 2008 w Paryżu) – beniński duchowny katolicki, arcybiskup Kotonu, wysoki urzędnik Kurii Rzymskiej, kardynał, do listopada 2002 dziekan kolegium kardynalskiego.

## Życiorys
Studiował w seminarium w Ouidah, święcenia kapłańskie przyjął 14 stycznia 1951 w Kotonu; uzupełniał studia w Papieskim Miejskim Athenaeum w Rzymie (1953-1956). Pracował jako duszpasterz w rodzinnej archidiecezji Kotonu, wykładał w seminarium w Ouidah; po studiach uzupełniających został 11 grudnia 1956 mianowany biskupem pomocniczym Kotonu, ze stolicą tytularną Tipasa di Mauretania; sakry udzielił mu w Watykanie 3 lutego 1957 kardynał Eugène Tisserant, ówczesny dziekan Kolegium Kardynalskiego. W chwili nominacji Gantin był jednym z najmłodszych biskupów na świecie. W styczniu 1960 został promowany na arcybiskupa Kotonu; zastąpił francuskiego zwierzchnika archidiecezji Louisa Parisota i został pierwszym arcybiskupem pochodzącym z Beninu (wówczas pod nazwą Dahomej). Brał udział w wielu sesjach Światowego Synodu Biskupów w Watykanie, m.in. wiosną 1994 w sesji specjalnej poświęconej Kościołowi afrykańskiemu.
W marcu 1971 przeszedł do pracy w Kurii Rzymskiej. Został zastępcą sekretarza Kongregacji Ewangelizowania Ludów i w czerwcu 1971 złożył rezygnację z rządów w archidiecezji Kotonu; w lutym 1973 awansował na stanowisko sekretarza. W grudniu 1975 został mianowany wiceprezydentem Papieskiej Komisji Iustitia et Pax, rok później – proprezydentem tej instytucji. Pełnoprawnym prezydentem został po nominacji kardynalskiej (czerwiec 1977).
27 czerwca 1977 Papież Paweł VI wyniósł go do godności kardynalskiej na swoim ostatnim konsystorzu, nadając diakonię Sacro Cuore di Cristo Re. We wrześniu 1978 kardynał Gantin objął funkcję przewodniczącego Papieskiej Rady Cor Unum. Wziął udział w obu konklawe 1978. Zachował stanowiska w administracji Jana Pawła II, a w kwietniu 1984 przeszedł na stanowisko prefekta Kongregacji ds. Biskupów i prezydenta Papieskiej Komisji ds. Ameryki Łacińskiej. Jednocześnie został promowany do rangi kardynała prezbitera (zachował diakonię Sacro Cuore di Cristo Re, podniesioną do rangi tytułu prezbiterskiego pro illa vice). We wrześniu 1986 otrzymał kolejny awans kardynalski – został kardynałem biskupem, ze stolicą podmiejską Palestrina. Od czerwca 1993 pełnił funkcję kardynała biskupa Ostii oraz przypisaną do stolicy biskupiej Ostia godność dziekana Kolegium Kardynalskiego.
Wielokrotnie reprezentował papieża Jana Pawła II na uroczystościach religijnych i rocznicowych w charakterze specjalnego wysłannika lub legata. Był m.in. legatem na Międzynarodowym Kongresie Eucharystycznym w Lourdes (Francja) w lipcu 1981 oraz przedstawicielem papieża na pogrzebach biskupa Oranu (Algieria) Pierre’a Claveriego (zabitego w zamachu bombowym w sierpniu 1996) i króla Maroka Hasana II (lipiec 1999). Brał udział w sesjach plenarnych Kolegium Kardynalskiego w Watykanie oraz IV konferencji generalnej Episkopatów Latynoamerykańskich w Santo Domingo (Dominikana, październik 1992).
W czerwcu 1998 zrezygnował z pełnienia funkcji prefekta Kongregacji ds. Biskupów i prezydenta Papieskiej Komisji ds. Ameryki Łacińskiej ze względu na osiągnięcie wieku emerytalnego (75 lat). W maju 2002 ukończył 80 lat, utracił tym samym prawo udziału w kolejnych konklawe; w listopadzie 2002 zrezygnował z tytułu kardynała biskupa Ostii i dziekana Kolegium Kardynalskiego (został zastąpiony przez kardynała Ratzingera). W grudniu 2002 powrócił do Beninu, zachowując tytuł kardynała biskupa Palestriny.

## Odznaczenia
W 1996 roku został odznaczony Orderem Lwa Białego II klasy.